# Rhodostrophia sicanaria
Rhodostrophia sicanaria är en fjärilsart som beskrevs av Philipp Christoph Zeller 1852. Rhodostrophia sicanaria ingår i släktet Rhodostrophia och familjen mätare. Inga underarter finns listade.